# 愛実れい
愛実 れい（あいみ れい、1991年12月21日 - ）は、日本のAV女優。神奈川県出身。バンビプロモーション所属。
趣味・特技:料理、ピアノ。

## 略歴・人物
2013年7月、ビデオメーカー・ケイ・エム・プロデュースのレーベル「million（ミリオン）」の専属女優としてデビューした巨乳AV女優。

## 出演作品

### アダルトDVD
2013年
- 超美神（7月12日、million）※デビュー作
- 男を虜にするオッパイ♥（8月9日、million）
- イカセ4時間 スペシャル（9月13日、million）
- 中出し初解禁 絶頂のゴージャスボディ（10月11日、million）
- 艶かしい卑猥なGカップボディ（11月1日、DOC）
- くびれボインの中出し乱交（11月1日、ZUKKON/BAKKON）共演:菅野さゆき、知花メイサ、北乃ちか
- 新任女教師 愛実れい マシンバイブ調教×催淫三角木馬×危険日中出し10連発 そのすべてで潮!潮!潮! 5（11月9日、サディスティックヴィレッジ）
- 女のカラダは細身つるまん痙攣昇天で選ぶ。（11月13日、E-BODY）
- パイパン 猥褻女子校生 －美巨乳連れ込み痴女援交－（11月25日、美）
- グラマラスBODYの濃厚、密着、セックス。（12月7日、PREMIUM）
- 素人真性ドキュメンタリー 初撮ナンパPROJECT（12月10日、ホットエンターテイメント）※「ゆみ」名義　他出演:カナ、まり、ミサキ
- 麗しのキャンペーンガールAGAIN 10（12月21日、HMJM）※「れい」名義　他出演:美希

2014年
- 初生中出しスペシャル（1月7日、PREMIUM）
- 主人に内緒で陵辱され続け背徳心から感じまくる美人若妻の躰（1月9日、ヒビノ）
- 愛実れいの汗だく、パイパン種付け、ガチSEX（1月13日、HERO）
- 視線に濡れるデッサンモデル（2月1日、ワンズファクトリー）
- 全裸プラスワン（2月6日、グローリークエスト）
- 巨乳妻発情期 2（2月7日、Be Free）
- 普段からフェロモンが出過ぎとウワサの近所の新妻2名のとろけるような舌技と指技でガマン汁を垂らすほどギン起ちにしてもらったのでお返しに「夫より気持ちイィ〜」と言いながら失禁するほど、たっぷり中出しSEXを楽しんだ。（2月7日、NON）他出演:滝川かのん
- 現役新体操部キャプテン2名に卑猥な下着を着せ、敏感な巨乳でのパイズリや甘酸っぱい汗が滴り落ちるほど激しい3Pを股間を中心としたアングルで膣内射精を楽しんだ。（2月7日、NON）他出演:永瀬里美
- 超過保護な姉に無理難題でエロ下着を身に着けさせて嫌われようと試みたがスンナリと身に着けたばかりか、その状況にモジモジと興奮している姉に僕もそれを見てウカツにも興奮してしまい、そのまま超勃起したチ●ポを突き付けたらカブリつかれてしまった件（2月7日、NON）他出演:高梨あゆみ、田宮りかこ、桃瀬ちひろ、真木今日子、水希杏
- 犯された社長令嬢のパーフェクトボディ（2月13日、マルクス兄弟）
- 外から丸見え?超美巨乳パイパン女を騙して連れていくセーフティローダー 中出しクルージング（2月21日、テクノブレイク）
- 美人潜入捜査官（3月1日、ワンズファクトリー）
- キマリすぎた身体（3月19日、乱丸）
- 朝から晩まで子作り三昧（4月1日、ワンズファクトリー）
- 親族相姦 きれいな叔母さん（4月1日、ヴィーナス）
- 爆乳 激マシンガンSEX（4月18日、チェリーズ）
- 巨乳女教師の誘惑（4月19日、OPPAI）
- 美脚黒パンストFUCK（4月25日、TMA）他出演:神波多一花、瀧澤まい
- Gcupくびれボイン 新人ソープ嬢（5月1日、MOODYZ）
- 不謹慎相姦 はれんち未亡人（5月1日、ヴィーナス）
- 着衣巨乳お姉さん（5月7日、PREMIUM）※「れい」名義
- ナマ姦不倫 02（5月9日、光夜蝶）※「れい」名義　他出演:りな
- 人妻中出し 7 お願いです…私とセックスしてください…（5月18日、マザー）※「れい」名義
- イキ狂い!ぐちょぐちょ指入れオナニー（5月23日、TMA）他出演:椎名ゆな、椎名まりな、鈴村いろは、春日もな、愛須心亜、小西まなみ、あゆみ翼
- ニンフォマニアの女 総本番15FUCK+ぶっかけ10発大乱交（5月25日、マルクス兄弟）
- ピタッ!密着 おうちDE真正中出し（5月31日、モブスターズ）
- 巨乳いもうと中出し 26（6月15日、ケートライブ）※「れい」名義
- 受験勉強で疲れたボクを癒してくれるエッチなカテキョ（6月27日、おかず。）他出演:椎名ゆな、春日もな、このみ
- 天然成分由来 プレステージ汁10000% 巨乳ムスメ11人の体液（7月1日、PRESTIGE）共演:浜崎真緒、あおば結衣、新希マヤ、森咲みお、青葉優香、長瀬あおい、西條るり、上城りおな、神川ひな、菜月アンナ
- 出張マッサージ師を頼んだら股間周りを熱心に揉むので気になって見てみるとパンツに沁みるほど濡らして…（7月1日、ACE KILLER）他出演:北川杏樹、高梨あゆみ、相沢恋
- 完全未公開 主観フェラ（7月25日、クリスタル映像）他出演:有村千佳、橘優花、神波多一花、大槻ひびき、新希マヤ、天野みほ、水野朝陽
- オマ●コ露出ビデオ（8月1日、山と空）※「れい」名義
- 路上でAV&エロ本ぶち撒けちゃった!恥ずかしがる僕を見て、拾うの手伝ってくれたお姉さんが胸チラ悩殺♥これってまさか童貞狩り!?（8月1日、ACE KILLER）他出演:北川杏樹、相沢恋、岸杏南
- あなたの街へ訪問中出し検診 あおぞら性交相談会（8月7日、SODクリエイト）共演:河愛雪乃、鈴森汐那 ほか
- フリーのヘアメイクさん初のAV撮影現場で発情しちゃったんですか（9月2日、ACE KILLER）他出演:岸杏南、吉川いと、松平ゆりか
- コインランドリーの駐車場でエロ下着を落としたスケベな奥さんからその場でカーセックスに誘われて…（9月2日、ACE KILLER）他出演:相沢恋、本庄優花、岸杏南
- 素人娘に見せつけ! センズリ鑑賞（9月5日、ドッグイア）他出演:鈴村みゆう、芦田まい、冴木琴美、百合川さら、元山はるか、さとう遥希、大槻ひびき、阿部乃みく、瀧川花音